# Зоологический мост
Зоологический мост, до 2012 мост Пассионарии, с конца 2000-х неофициальное название также мост влюблённых (укр. Зоологічний міст) — пешеходный мост через Клочковский спуск в центре Харькова, Украина. Расположен в самом начале проспекта Независимости (до 1936 г. — 1-й Кольцевой улицы, до 2016 — проспекта Правды). Соединяет две части Нагорного района: район университета и зоопарка с Загоспромьем.
Нынешнее название моста было утверждено решением городского совета 22 июня 2012 года. Также мост известен под первоначальным названием «Мост Пассионарии» и неофициальным названием «мост влюблённых».

## История
Построен в процессе восстановления Загоспромья после Великой Отечественной войны в 1952 году (мост можно видеть на опубликованной фотографии 1953 г.).
Назван в момент постройки по названию спуска, а тот (б. Клочковский), в свою очередь, — именем героини Гражданской войны в Испании 1936—1939 годов Долорес Ибаррури, прозванной за свою энергию Пассионарией., с конца 2000-х неофициальное название также мост влюблённых.
Конструкция моста металлическая, настил деревянный.
Нагрузка не рассчитана на проезд автомобилей, потому перед въездом на мост установлена вертикальная тумба, преграждающая проезд автомобилей.
После 2007 года мост стал популярным у влюблённых, в основном харьковских студентов. Влюблённые вешают на его ограждение множество замко́в и замочков — от маленьких для почтовых ящиков до амбарных, закрывают их, а ключи уносят с собой или выбрасывают. Иногда на замках пишут свои имена и дату, либо вешают замки, скрепляющие два замка поменьше. Один из замков не имеет отношения к влюблённым, а повешен на мосту харьковским телевизионным каналом Р1 с надписью «Р1 + Харьков».
Данная традиция вешать замки на перила появилась в Европе в начале 2000-х годов, когда в Италии вышел роман Федерико Мочча «Три метра над небом». Якобы, повесив замок на мосту и бросив ключ в воду, влюблённые «топят» все прежние связи, а союз нерасторжим, раз ключа нет.
Городские власти предлагали в 2009 году спилить все замки, поскольку они портят архитектурный облик моста.
В 2010 году, к 23 августа — Дню освобождения города в 1943 году — был произведён ремонт моста и установлена художественная подсветка. При этом оставили замки.
Существует неправильное мнение некоторых харьковских СМИ (опубликовано, в частности, в «Газете по-харьковски» в 2008), что данный мост перенесён с Соборного спуска с разрушенного во время Второй мировой войны пассажа Пащенко-Тряпкина.
Это не так: тот перенесённый мост соединил две стороны бывшего пруда для водоплавающих птиц перед зоопарком в городском саду Шевченко.
В 2021 году мост был реконструирован. Старый мостовой пролёт был демонтирован; в ходе реконструкции укрепили фундамент, установили новый дугообразный опорный каркас и добавили боковые арочные элементы, одновременно выполняющие опорную и декоративную функции. Настил нового моста — каменный.

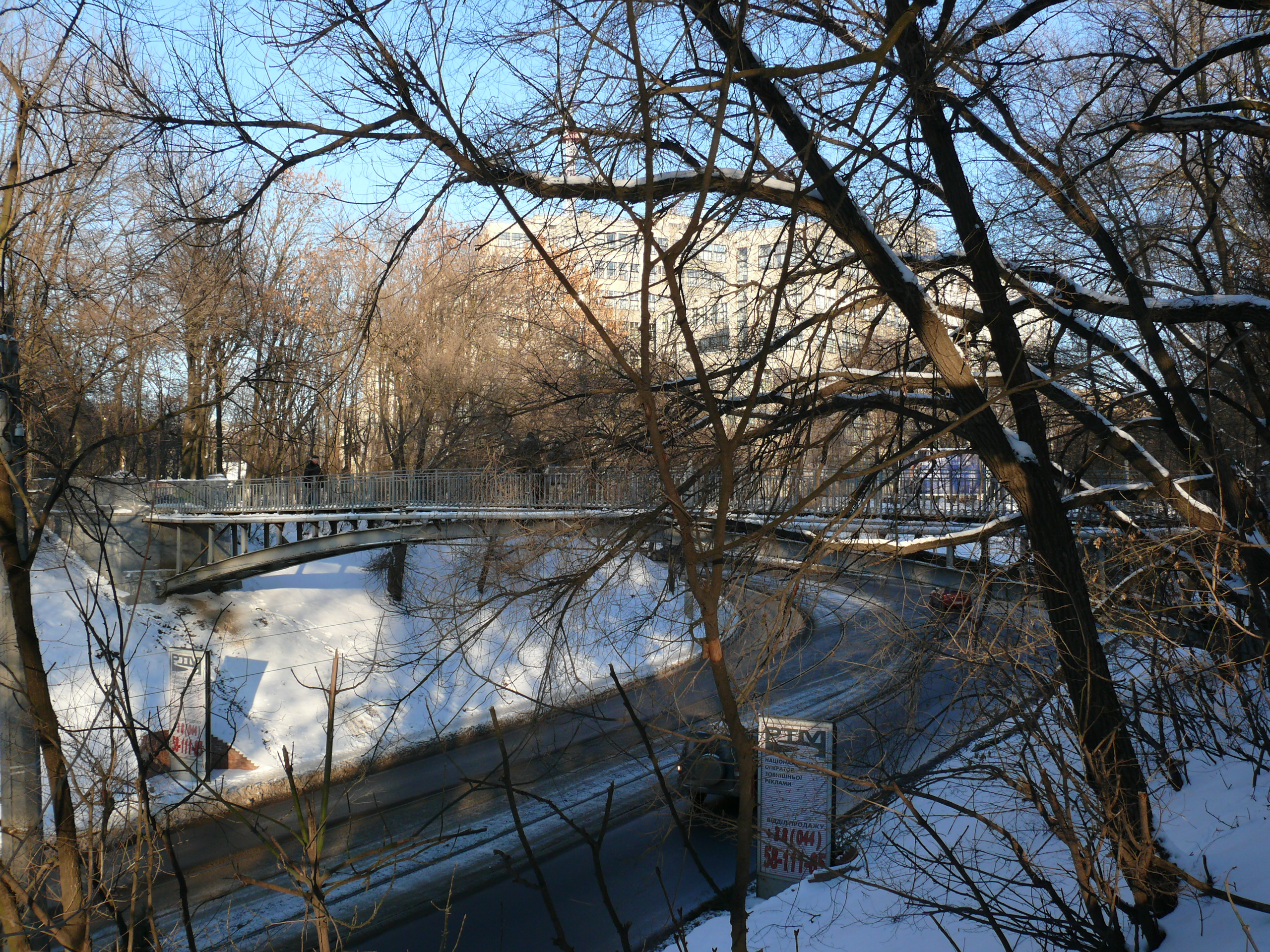
Вид моста зимой…
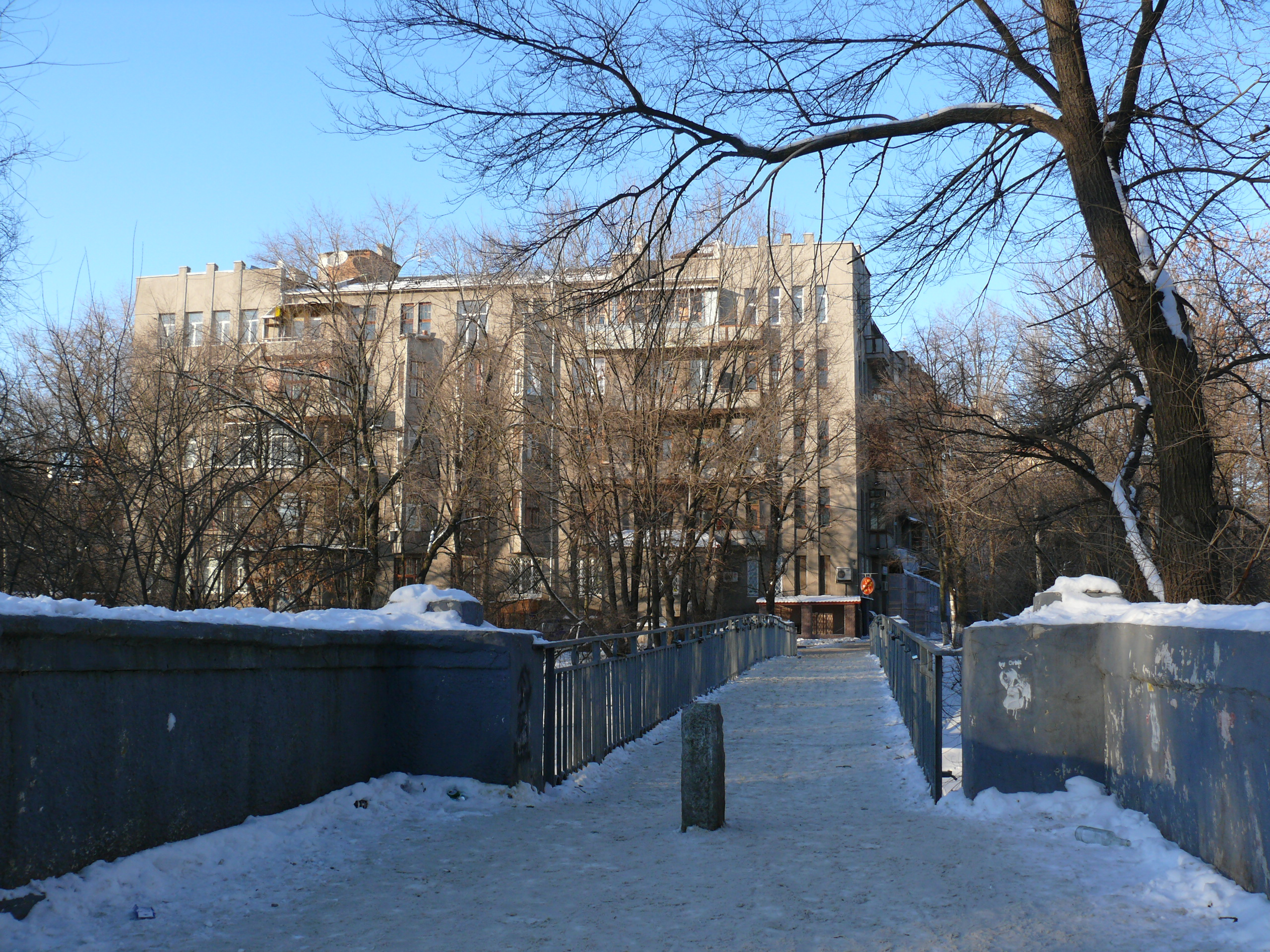
Вид моста зимой…
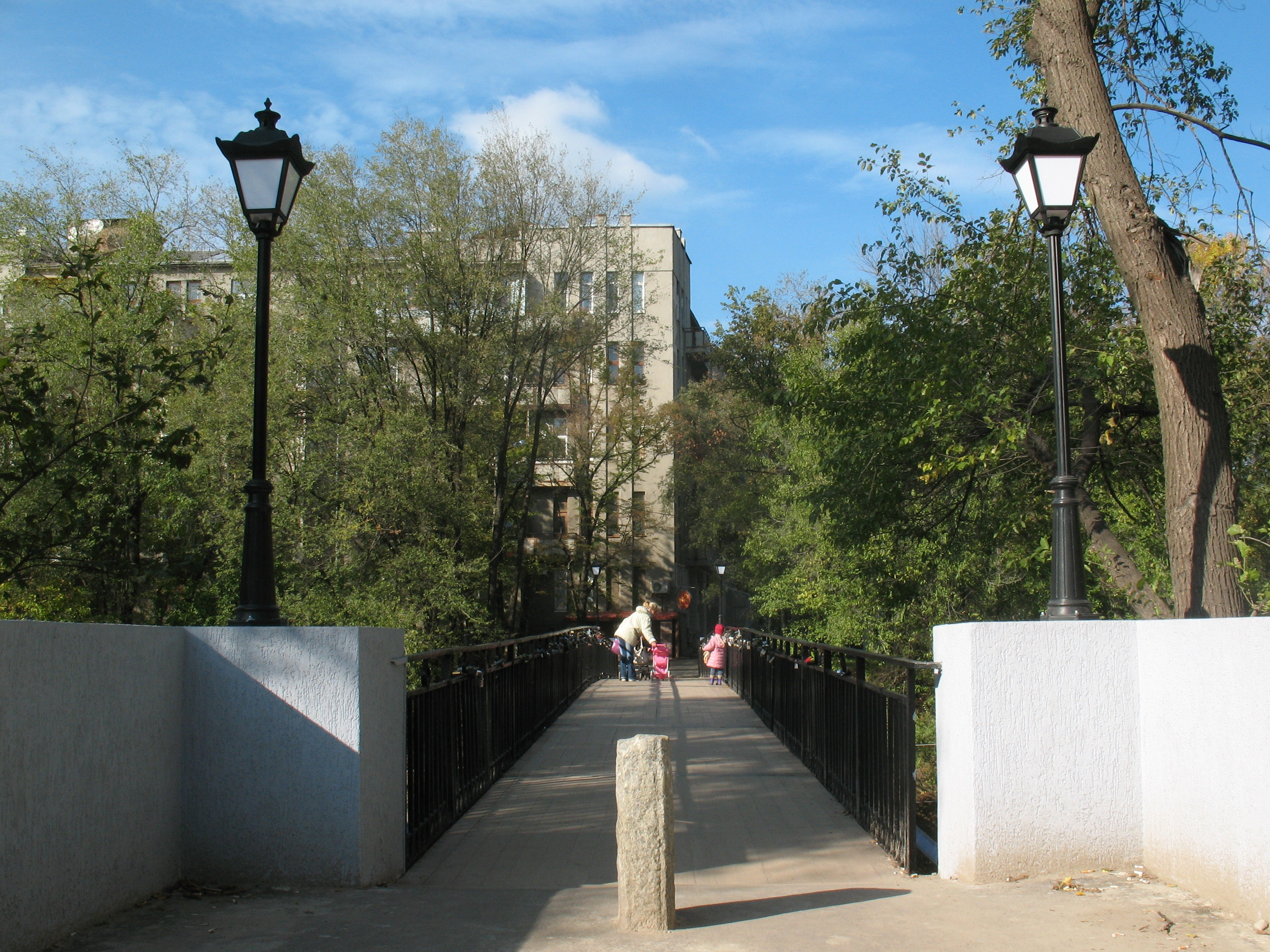
… и осенью
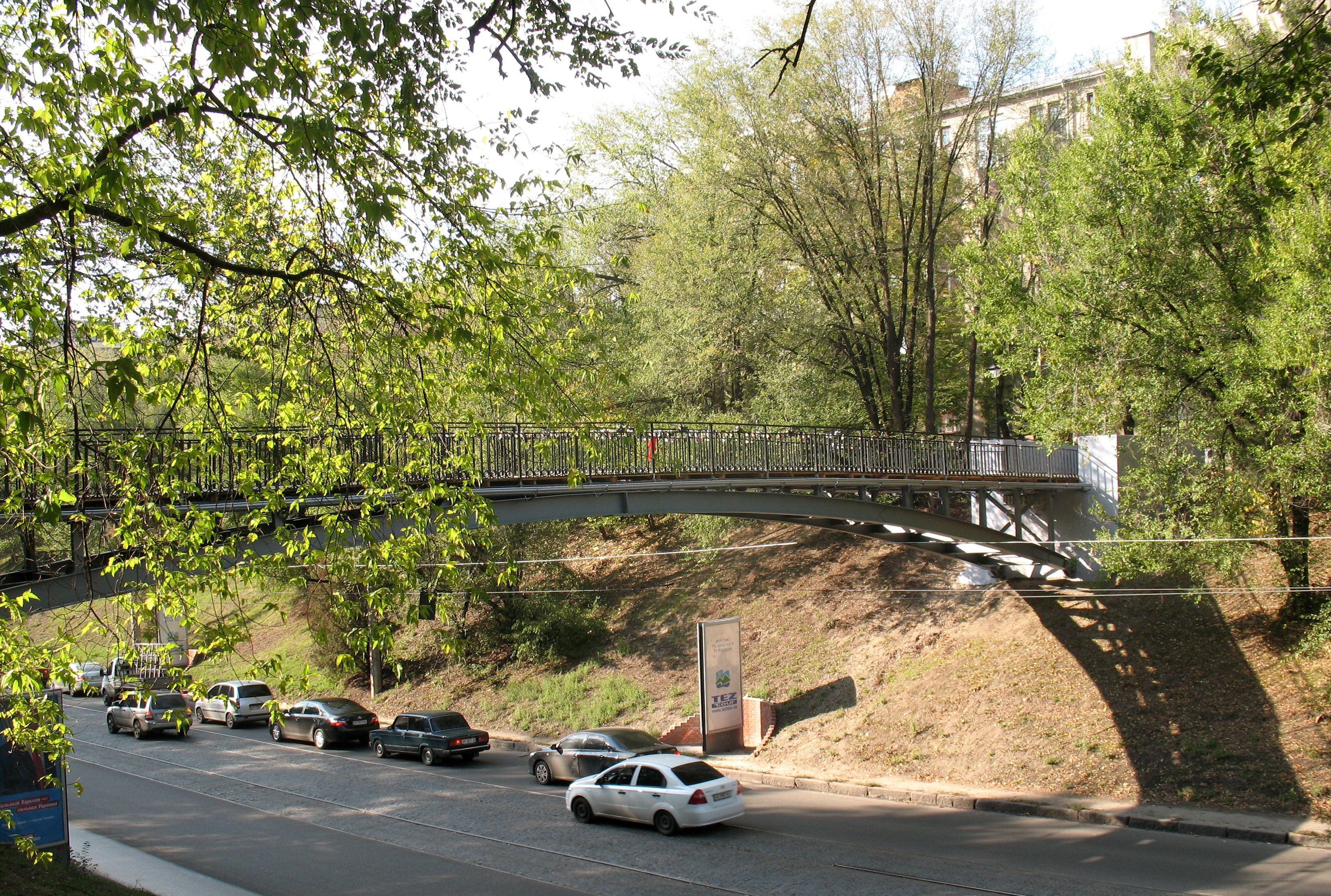
… и осенью.
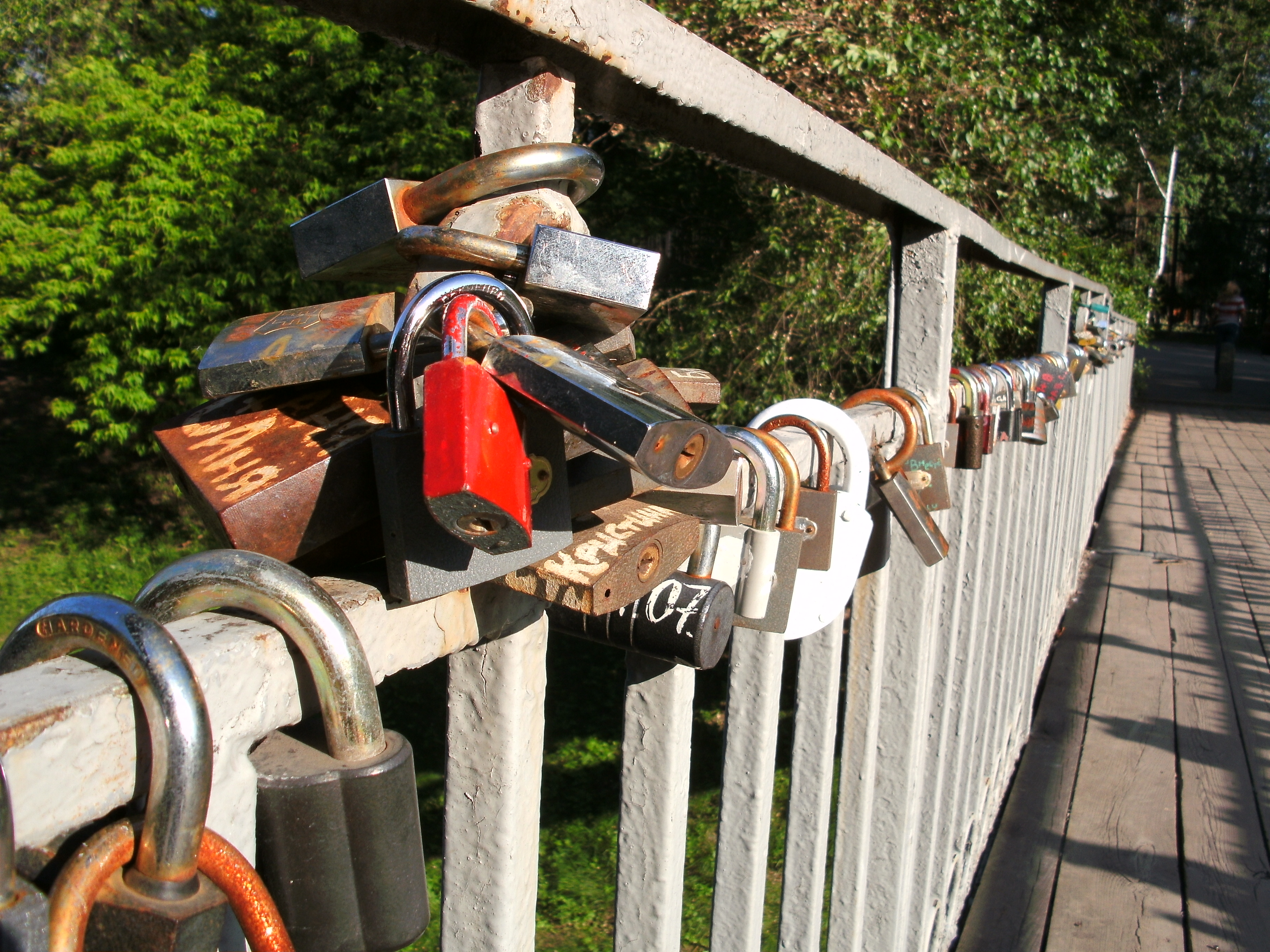
Замочки влюблённых крупным планом…
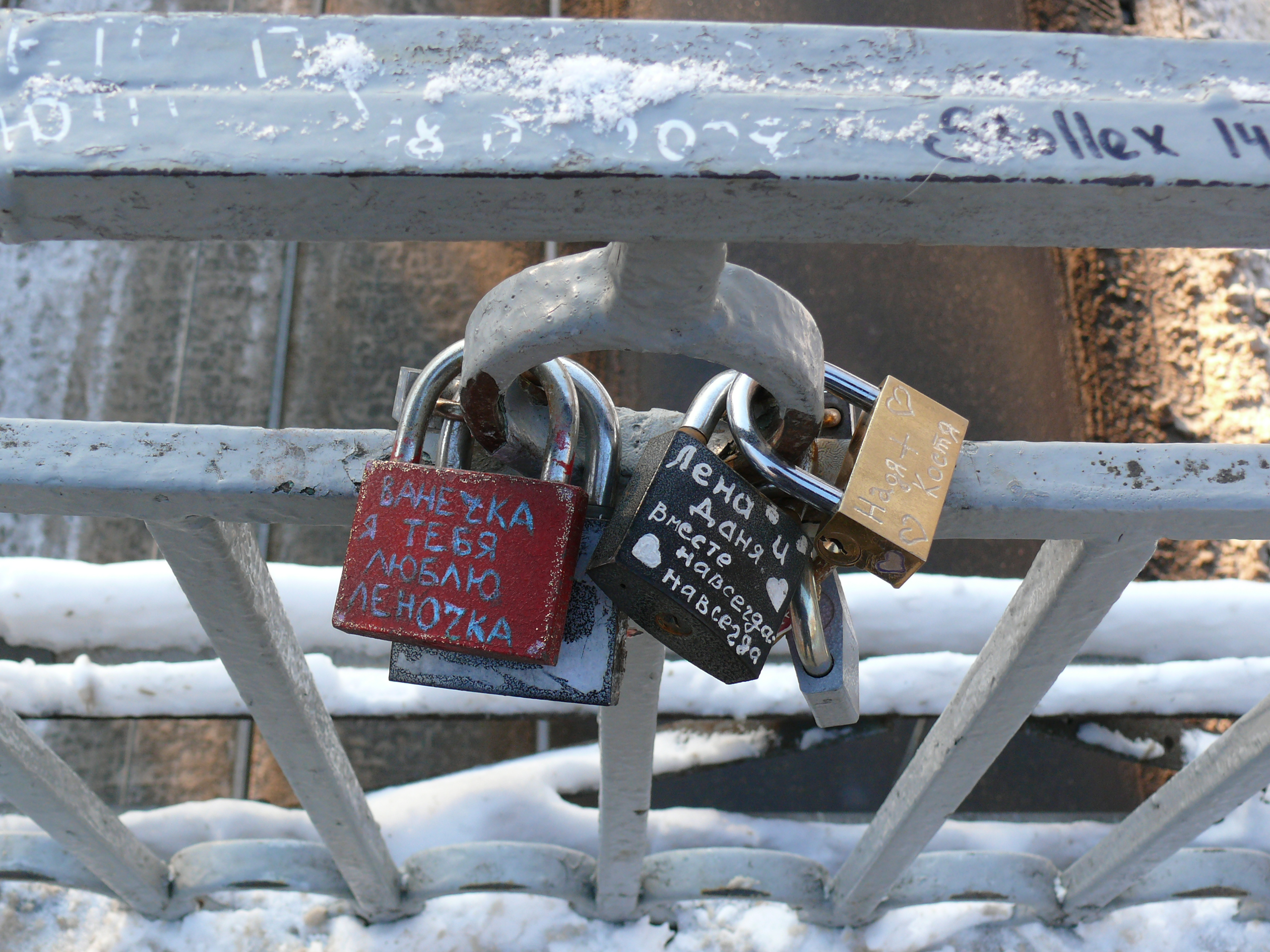
Замочки влюблённых крупным планом…
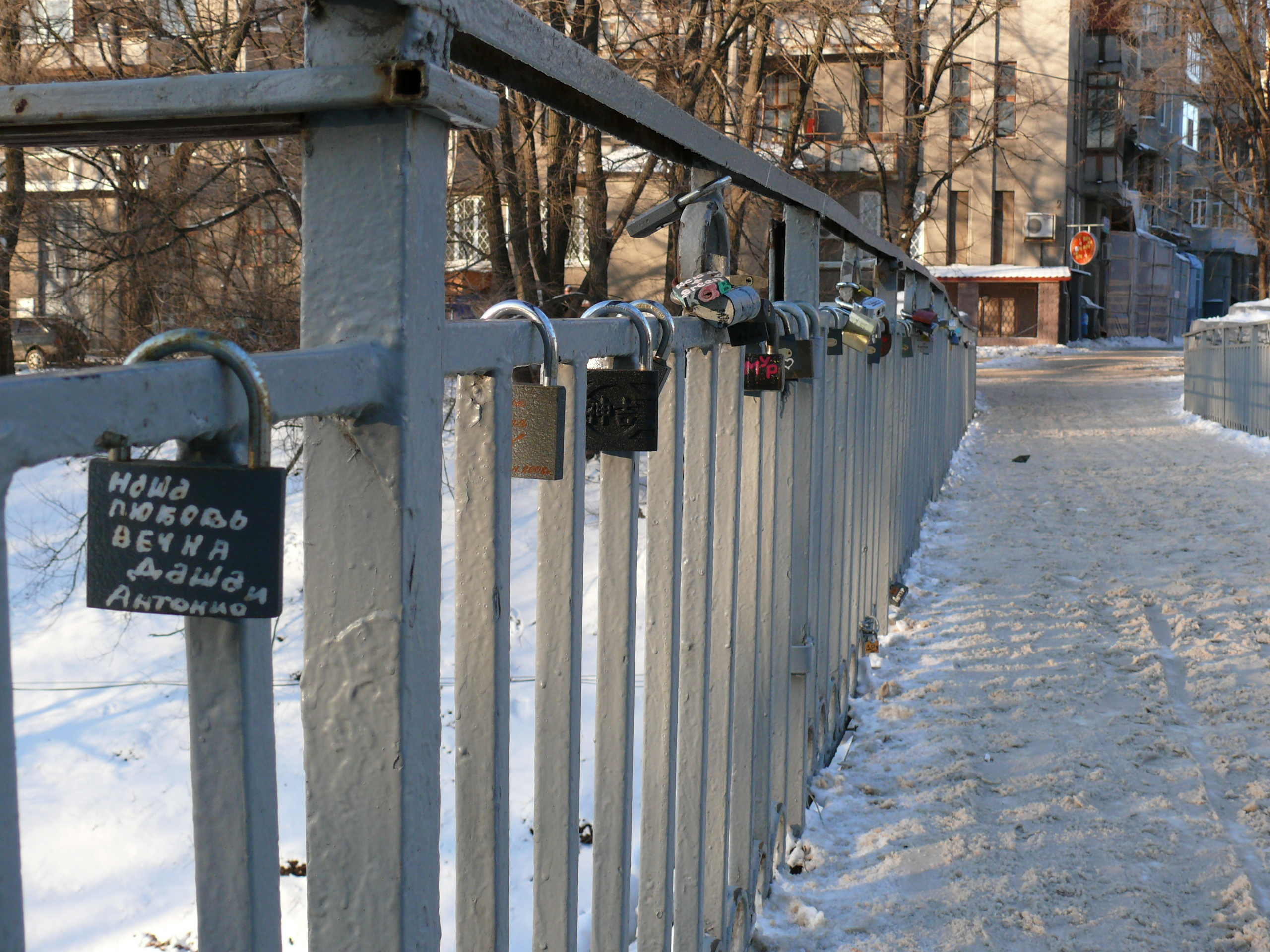
… и в перспективе
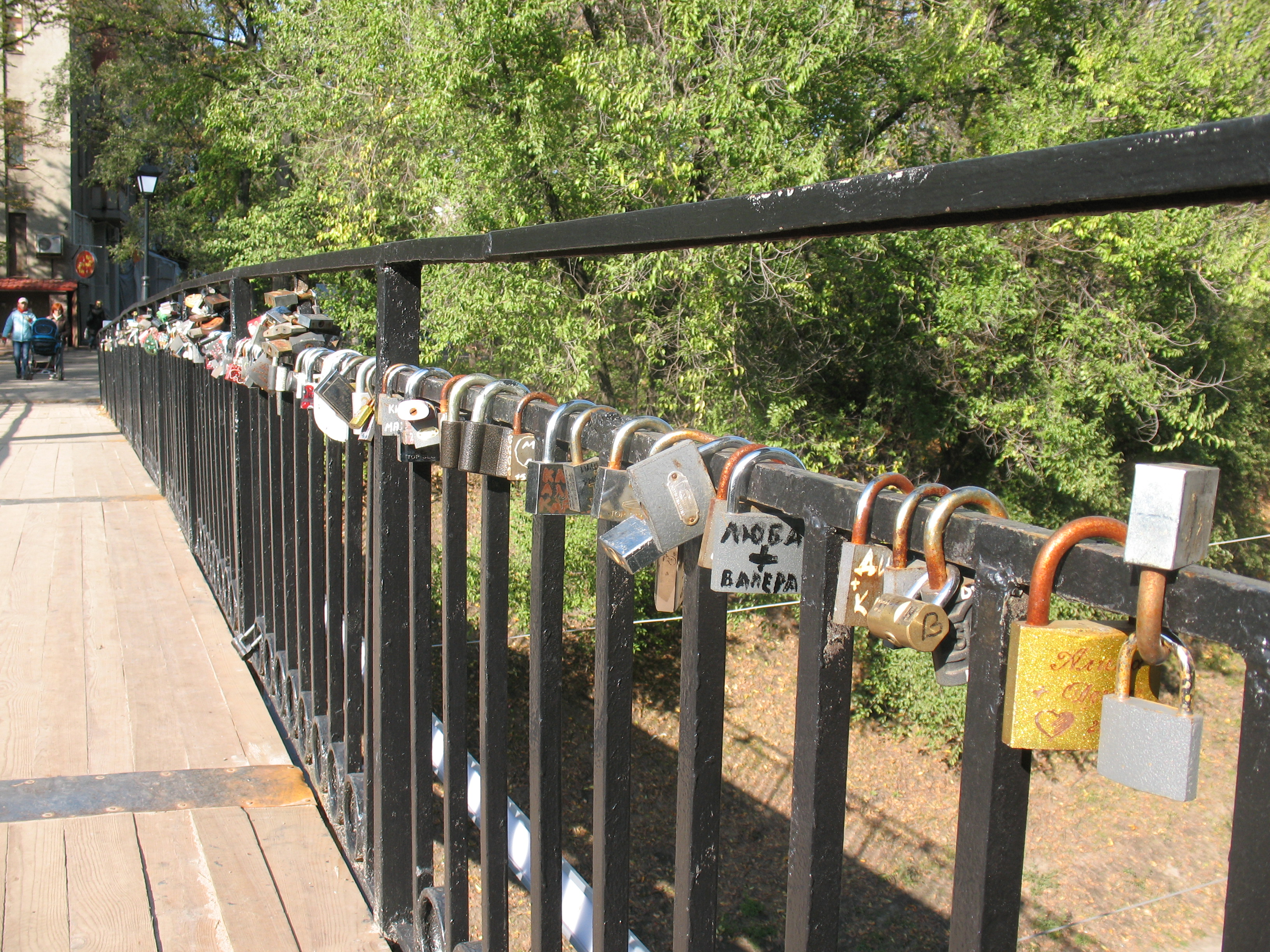
… и в перспективе
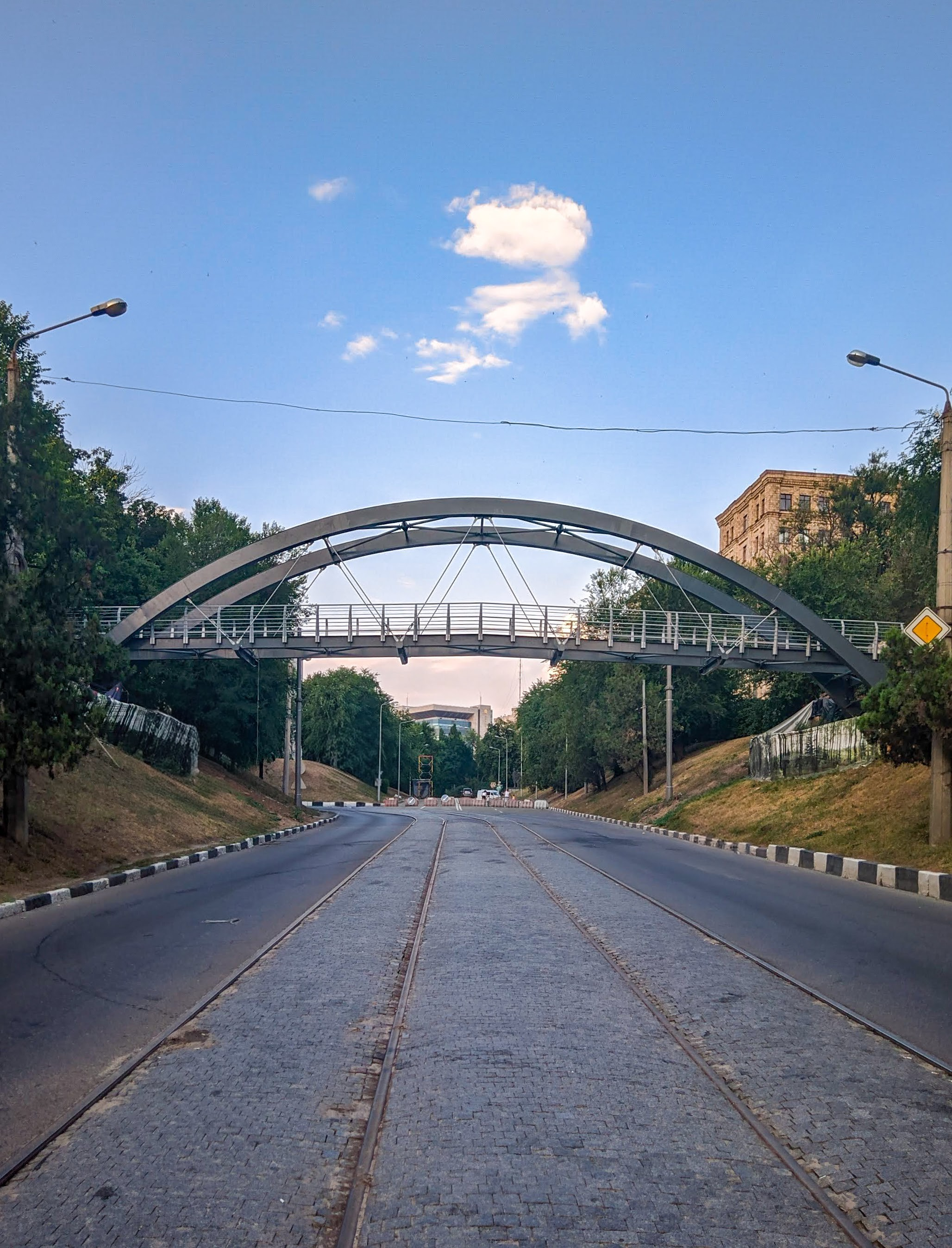
Мост после реконструкции 2021 г.